# Chenopodium opulifolium
Chenopodium opulifolium là loài thực vật có hoa thuộc họ Dền. Loài này được Schrad. ex W.D.J.Koch & Ziz mô tả khoa học đầu tiên năm 1814.